# Родич-Брдо
Родич-Брдо (серб. Родић Брдо / Rodić Brdo) — село в общине Вишеград Республики Сербской Боснии и Герцеговины. Население составляет 19 человек по переписи 2013 года.